# 비흐토리 코솔라

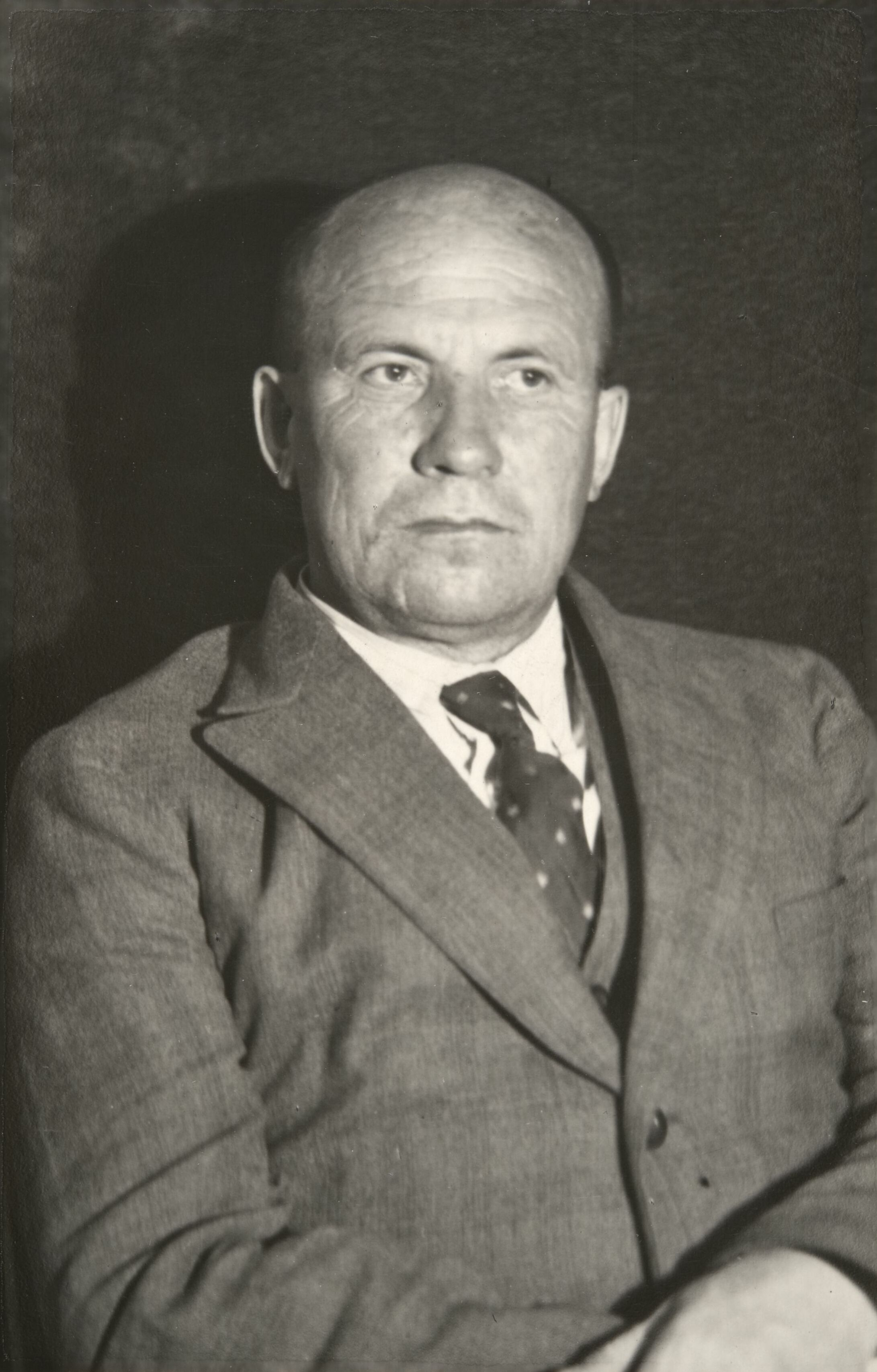

이사키 비흐토리 코솔라(핀란드어: Iisakki Vihtori Kosola: 1884년 7월 10일 ~ 1936년 12월 14일)는 핀란드의 정치인이다. 극우 정당 라푸아 운동의 지도자적 인물이었다.
남포흐얀마 지역의 윌리해르매에서 농민의 아들로 태어났다. 코솔라가 태어난 이듬해에 불이 나서 농가가 전소했고 코솔라 가족은 라푸아로 이주했다. 코솔라는 라푸아에서 농경 및 목축을 하며 유년기를 보냈다.
코솔라는 1915년 가을 독일 제국에서 핀란드인들을 병사로 훈련시킨 엽병 운동에 입대 희망자 모집책으로 참여했다. 그러다 1916년 러시아 제국 당국에 체포되어 헬싱키에 갇혀 있다가 이후 다른 핀란드 독립운동가들과 함께 상트페테르부르크의 시팔레르나야 감옥에 수감되었다. 1917년 러시아 제2혁명으로 제정이 붕괴하자 풀려나 핀란드로 귀국, 핀란드 내전에 백군 측에 가담해 싸웠다. 전쟁 이후 라푸아 지역의 백위대를 이끌었고 농업동맹에 입당했다.
1920년대에 남포흐얀마에서 구사대 용역 전문 회사였던 비엔티라우하가 설립되자 거기에 참여했다. 1929년 라푸아 운동의 첫 회합 때 반공주의 연설을 하고 큰 호응을 받아 지도자로 추대되었다. 1932년에는 맨챌래 반란을 주동하였으나 실패하고 라푸아 운동은 정당 활동이 금지되었다. 지도자인 코솔라 역시 잠시 수감되었다.
코솔라는 라푸아 운동의 후신인 애국인민운동(IKL)의 지도자로 추대되었다. 하지만 코솔라는 출감한 이후 피로와 병증이 악화되어 스트레스를 폭음으로 달래는 생활을 했고, 자연히 정치운동에 소홀해졌다. 결국 1936년 IKL 지도부에서 제명당하면서 정치인생도 끝났다. 코솔라는 빚더미에 앉았고 고향 농장은 압류되어 경매에 넘어갔다. 같은 해 12월 폐렴으로 죽었다. 향년 52세.
비흐토리 코솔라의 장남 닐로 코솔라는 국민연합당 소속으로 의회의원에 당선되었고 1958년 제3차 파게르홀름 내각에서 농무장관을 지냈다. 차남 펜티 코솔라는 1930년에 노동운동가 에리크 매퇴를 죽이고 2년간 감옥살이를 했다. 이후 펜티 코솔라는 겨울 전쟁 때 전투 조종사로 참전했다가 전사했다.
코솔라는 카리스마적인 급진 우익 인사로서 베니토 무솔리니 같은 현란한 연설을 구사하여 "코솔리니(Kosolini)"라는 별명을 얻었다. 1930년대에는 그의 추종자들 사이에서 “헤일 히틀레르, 메일 코솔라, 무일 무솔리니(Heil Hitler, meil Kosola, muil Mussolini)”라는 구호가 사용되기도 했는데, 이는 “그들(독일인)에게는 히틀러가, 우리(핀란드인)에게는 코솔라가, 다른 이들(이탈리아인)에게는 무솔리니가 있다”는 뜻이다.

## 참고 자료
- European Right: A Historical Profile edited by Hans Rogger and Eugen Weber, the "Finland" chapter by Marvin Rintala ISBN 1-299-09045-1 and ISBN 0-520-01080-9
- Biographical Dictionary of the Extreme Right Since 1890 edited by Philip Rees, 1991, ISBN 0-13-089301-3
- A biography from Eteläpohjalaisia elämänkertoja, 1963  (Finnish)